# Eudendrium antarcticum
Eudendrium antarcticum is een hydroïdpoliep uit de familie Eudendriidae. De poliep komt uit het geslacht Eudendrium. Eudendrium antarcticum werd in 1921 voor het eerst wetenschappelijk beschreven door Stechow. 